# 小行星6722
小行星6722（6722 Bunichi）是一颗绕太阳运转的小行星，为主小行星带小行星。该小行星于1991年1月23日发现。

## 轨道参数
小行星6722的轨道半长轴为3.1683505 UA，离心率为0.190。